# Хейкок (аэропорт)
Аэропорт Хейкок (англ. Haycock Airport), (ИАТА: HAY, FAA LID: HAY) — бывший государственный гражданский аэропорт, обслуживавший населённый пункт Хейкок (Аляска), США.

## Операционная деятельность
Аэропорт Хейкок располагался на высоте 53 метров над уровнем моря и эксплуатировал одну взлётно-посадочную полосу:
- 15/33 размерами 533 х 5 метров с гравийным покрытием.[1]

За период с 18 июля 1992 года по 18 июля 1993 года Аэропорт Хейкок обработал 300 операций взлётов и посадок самолётов (в среднем 25 операций ежемесячно), из них 67 % пришлось на аэротакси и 33 % — на авиацию общего назначения.